# Jedisan
Jedisan ali Edisan (ukrajinsko Єдисан, latinizirano: Jedysan, romunsko Edisan, turško Yedisan, rusko Едисан, latinizirano: Jedisan, tatarsko Cedĭsan) je bilo pogojno ime za Özi Pašev sandžak (Očakovski sandžak) Silistrskega ejaleta, ozemlja v današnji južni Ukrajini med Dnestrom in Južnim Bugom, ki so ga Osmani v 17. in 18. stoletju postavili pod nadzor Nogajske horde in je dobilo ime Zahodni Nogaj. V Ruskem imperiju so ga imenovali Očakovska oblast, medtem ko so ga Osmanski Turki imenovali preprosto Özü po mestu Očakov, ki je bilo njegovo upravno središče.
Geografsko je Jedisan obsegal zahodni del tako imenovanih Divjih polj, ki so se razprostirala severno od Črnega morja med rekama Dnester in Dneper. Jedisan je ležal vzhodno od Budžaka in Besarabije, južno od Podolja in Zaporožja ter zahodno od Tavride. Od sredine 20. stoletja je bilo ozemlje razdeljeno med jugozahodno Ukrajino in jugovzhodno Moldavijo (južno Pridnestrje). 

## Ime
Turška beseda yedisan pomeni sedem naslovov ali sedem imen in se nedvomno nanaša na sedem neznanih podenot. Jedisan je včasih pomenil tudi Očakovske Tatare po Očakovu, glavni trdnjavi v regiji.  

## Zgodovina
V Jedisanu (madžarsko Etelköz) so bili naseljeni Madžari pred dokončno selitvijo v Panonsko nižino.
Jedisan je bil del zgodovinskega Podolja, dokler ga niso nekje v 17. stoletju zasedli Osmani in razdelili med Podolski in Silistrski ejalet. 
Območje je bilo včasih vključeno v osmansko upravno strukturo kot del Silistrskega ejaleta  (Özi) s trdnjavama Hadžibej (Odesa) in Özi (Očakov) kot glavnima središčema. Bil je tudi predmet obsežnih spopadov med Nogajci, ki so bili podložniki osmanske Porte, in Zaporoškimi kozaki, ki jih je podpirala Rusija. V poznem 18. stoletju se je Carska Rusija pod Katarino Veliko začela širiti tudi na to območje. Po rusko-turški vojni 1768–1774 so Osmani prepustili Rusiji ozemlje vzhodno od Južnega Buga. 
Z Jaškim mirovnim sporazumom iz leta 1792, s katerim se je končala rusko-turška vojna 1787–1792, se je rusko ozemlje razširilo do reke Dnester in prevzem Jedisana je bil končan. Po ruskem prevzemu oblasti  je bilo leta 1794 ustanovljeno mesto Odesa, območje pa so kot del Nove Rusije naselili moldavski, ruski in ukrajinski kolonisti skupaj s pomembnim nemškim elementom. Območje je postalo del Hersonske gubernije in je danes del ukrajinskih regij Odesa in Mikolajiv ter južnega Pridnestrja, de iure dela Moldavije. 